# Polynôme de Schubert
 (décembre 2023).
En mathématiques, les polynômes de Schubert sont des généralisations des polynômes de Schur qui représentent des classes de cohomologie des variétés de Schubert dans les variétés de drapeaux. Ils ont été introduits par (Lascoux et Schützenberger 1982) et portent le nom de Hermann Schubert. Ils sont à l'intersection de la géométrie algébrique, de la théorie des représentations et de la combinatoire.

## Contexte
(Lascoux 1995) raconte l'histoire des polynômes de Schubert.
Les polynômes de Schubert {\displaystyle {\mathfrak {S}}_{w}} sont des polynômes en une infinité de variables {\displaystyle x_{1},x_{2},\ldots } Ils sont indexés par un élément {\displaystyle w} du groupe symétrique infini {\displaystyle S_{\infty }} formé des permutations de {\displaystyle \mathbb {N} } qui fixent tous les entiers sauf un nombre fini. Ils forment une base de l'anneau {\displaystyle \mathbb {Z} [x_{1},x_{2},\ldots ]} des polynômes en une infinité de variables.
L'anneau de cohomologie de la variété des drapeaux {\displaystyle {\text{Fl}}(m)} est un quotient {\displaystyle \mathbb {Z} [x_{1},x_{2},\ldots ,x_{m}]/I,} où {\displaystyle I} est l'idéal engendré par certains polynômes symétriques homogènes de degré strictement positif. Le polynôme de Schubert {\displaystyle {\mathfrak {S}}_{w}} est l'unique polynôme homogène de degré {\displaystyle \ell (w)} qui représente le cycle de Schubert associé à {\displaystyle w} dans l'anneau {\displaystyle {\text{Fl}}(m)} pour {\displaystyle m} assez grand[réf. nécessaire].

## Propriétés
Les polynômes de Schubert ont deux propriétés caractéristiques :
- si {\displaystyle w_{0}} est la permutation de longueur maximale dans le groupe symétrique {\displaystyle S_{n}} alors {\displaystyle {\mathfrak {S}}_{w_{0}}=x_{1}^{n-1}x_{2}^{n-2}\cdots x_{n-1}^{1}} ;
- on a {\displaystyle \partial _{i}{\mathfrak {S}}_{w}={\mathfrak {S}}_{ws_{i}}} si {\displaystyle w(i)>w(i+1)}, où {\displaystyle s_{i}} est la transposition {\displaystyle (i,i+1)} et où {\displaystyle \partial _{i}} est l'opérateur de différence divisée qui envoie {\displaystyle P} sur {\displaystyle (P-s_{i}P)/(x_{i}-x_{i+1})}.

Ces deux propriétés permettent de calculer les polynômes de Schubert de façon récursive. Cela implique notamment que {\displaystyle {\mathfrak {S}}_{w}=\partial _{w^{-1}w_{0}}x_{1}^{n-1}x_{2}^{n-2}\cdots x_{n-1}^{1}}.
Voici d'autres propriétés de ces polynômes :
- {\displaystyle {\mathfrak {S}}_{\mathrm {id} }=1} ;
- si {\displaystyle s_{i}} est la transposition {\displaystyle (i,i+1)}, alors {\displaystyle {\mathfrak {S}}_{s_{i}}=x_{1}+\cdots +x_{i}} ;
- si {\displaystyle w(i)<w(i+1)} pour tous {\displaystyle i\neq r}, alors {\displaystyle {\mathfrak {S}}_{w}} est le polynôme de Schur {\displaystyle s_{\lambda }(x_{1},\ldots ,x_{r})} où {\displaystyle \lambda } est la partition {\displaystyle (w(r)-r,\ldots ,w(2)-2,w(1)-1)} ; en particulier, tous les polynômes de Schur (d'un nombre fini de variables) sont des polynômes de Schubert ;
- les coefficients des polynômes de Schubert sont positifs ; une conjecture pour calculer leurs coefficients a été proposée par Richard P. Stanley et prouvée indépendamment dans deux articles, l'un par Sergey Fomin et Stanley, l'autre par Sara Billey, William Jockusch et Stanley ;
- les polynômes de Schubert peuvent être considérés comme la fonction génératrice de certains objets combinatoires appelés chimères ou graphes-rc ; ces objets sont en bijection avec les faces de Kogan réduites (introduites dans la thèse de Mikhail Kogan), qui sont des faces particulières des polytopes de Gelfand-Tsetlin ;
- les polynômes de Schubert peuvent également être écrits comme une somme pondérée d'objets appelés chimères sans bosses.

On a par exemple :
{\displaystyle {\mathfrak {S}}_{24531}(x)=x_{1}x_{3}^{2}x_{4}x_{2}^{2}+x_{1}^{2}x_{3}x_{4}x_{2}^{2}+x_{1}^{2}x_{3}^{2}x_{4}x_{2}.}

## Constantes de structure multiplicatives
Comme les polynômes de Schubert forment une base entière de l'anneau des polynômes, il existe des coefficients {\displaystyle c_{\beta \gamma }^{\alpha }} uniques tels que
{\displaystyle {\mathfrak {S}}_{\beta }{\mathfrak {S}}_{\gamma }=\sum _{\alpha }c_{\beta \gamma }^{\alpha }{\mathfrak {S}}_{\alpha }.}
Ces coefficients peuvent être considérés comme une généralisation des coefficients de Littlewood-Richardson décrits par la règle de Littlewood-Richardson. Pour des raisons algébro-géométriques (théorème de transversalité de Kleiman de 1974), ces coefficients sont des entiers naturels et c'est un problème majeur en théorie des représentations et en combinatoire de donner une règle combinatoire pour ces nombres.

## Polynômes de Schubert doubles
Les polynômes de Schubert doubles {\displaystyle {\mathfrak {S}}_{w}(x_{1},x_{2},\ldots ,y_{1},y_{2},\ldots )} sont des polynômes en deux familles infinies de variables, paramétrés par un élément w du groupe symétrique infini S_\infty, qui se spécialisent en les polynômes de Schubert habituels lorsque toutes les variables {\displaystyle y_{i}} sont envoyées sur {\displaystyle 0}.
Les polynômes de Schubert doubles {\displaystyle {\mathfrak {S}}_{w}(x_{1},x_{2},\ldots ,y_{1},y_{2},\ldots )} sont caractérisés par les propriétés suivantes :
- {\displaystyle {\mathfrak {S}}_{w}(x_{1},x_{2},\ldots ,y_{1},y_{2},\ldots )=\prod \limits _{i+j\leq n}(x_{i}-y_{j})} quand {\displaystyle w} est la permutation sur {\displaystyle 1,\ldots ,n} de longueur maximale ;

- {\displaystyle \partial _{i}{\mathfrak {S}}_{w}={\mathfrak {S}}_{ws_{i}}} si {\displaystyle w(i)>w(i+1)}.

Les polynômes de Schubert doubles peuvent également être définis par la relation
{\displaystyle {\mathfrak {S}}_{w}(x,y)=\sum _{w=v^{-1}u{\text{ et }}\ell (w)=\ell (u)+\ell (v)}{\mathfrak {S}}_{u}(x){\mathfrak {S}}_{v}(-y)} .

## Polynômes de Schubert quantiques
(Fomin, Gelfand et Postnikov 1997) ont introduit des polynômes de Schubert quantiques. Ils ont la même relation avec la (petite) cohomologie quantique (en) des variétés de drapeaux que les polynômes de Schubert ordinaires avec la cohomologie ordinaire.

## Polynômes de Schubert universels
(Fulton 1999)  a défini des polynômes de Schubert universels, qui generalisent les polynômes de Schubert classiques et quantiques. Il a également défini une version universelle des polynômes de Schubert doubles qui généralise les polynômes de Schubert doubles évoqués ci-dessus.